# Авилий Александрийский
Авилий Александрийский (греч. Αβίλιος или Αμέλιος; умер 22 февраля 95 или 98 года) — епископ (Патриарх) Александрийский, святитель. Память 22 февраля (по юлианскому календарю). 
После кончины преемника основателя Александрийской церкви — Аниана становится его преемником.
При Авилии Египетская Церковь наслаждалась спокойствием и умножилось число христиан в Ливии и Пентаполе.